# Grand Prix automobile de France 1952
GP précédent GP suivant
Le Grand Prix de France 1952 (XXXIXe Grand Prix de l'A.C.F.), disputé sous la réglementation Formule 2 sur le circuit de Rouen-les-Essarts le 6 juillet 1952, est la dix-neuvième épreuve du championnat du monde de Formule 1 courue depuis 1950 et la quatrième manche du championnat 1952. Il est le cinquième des huit Grands Prix de France de Formule 2 organisés en 1952, disputé après Pau, Marseille, Paris et Reims et précédant ceux des Sables-d'Olonne, Saint-Gaudens et la Baule.

## Contexte avant le Grand Prix

### Le championnat du monde
Face au désengagement des principaux constructeurs de Formule 1, les organisateurs français ont planifié pour la saison 1952 une série de huit Grands Prix de France sous l'égide de la formule 2. La FIA va bientôt suivre la même voie, optant en urgence pour le déroulement du championnat du monde des conducteurs sous la réglementation formule 2 pour les années 1952 et 1953, à l'exception de l'épreuve des 500 miles d'Indianapolis, toujours disputée suivant l'ancienne formule internationale. Cinquième des huit Grands Prix de France programmés, c'est le Grand Prix de l'A.C.F. couru sur le circuit des Essarts qui est alors retenu comme manche française du championnat du monde. Depuis le début de saison, les pilotes de la Scuderia Ferrari dominent la F2, ayant largement remporté la plupart des Grands Prix. Piero Taruffi et Alberto Ascari sont en tête du classement mondial, une victoire chacun, ils ont également remporté des épreuves hors championnat, tout comme leurs coéquipiers Giuseppe Farina et Luigi Villoresi, ce dernier étant temporairement indisponible à la suite d'un accident de la route. Toutefois, l'équipe Gordini a récemment créé la surprise, Jean Behra ayant remporté une brillante victoire devant les ténors de la Scuderia lors du Grand Prix de Reims (le quatrième des Grands Prix de France 1952), disputé hors championnat le 29 juin.

### Le circuit

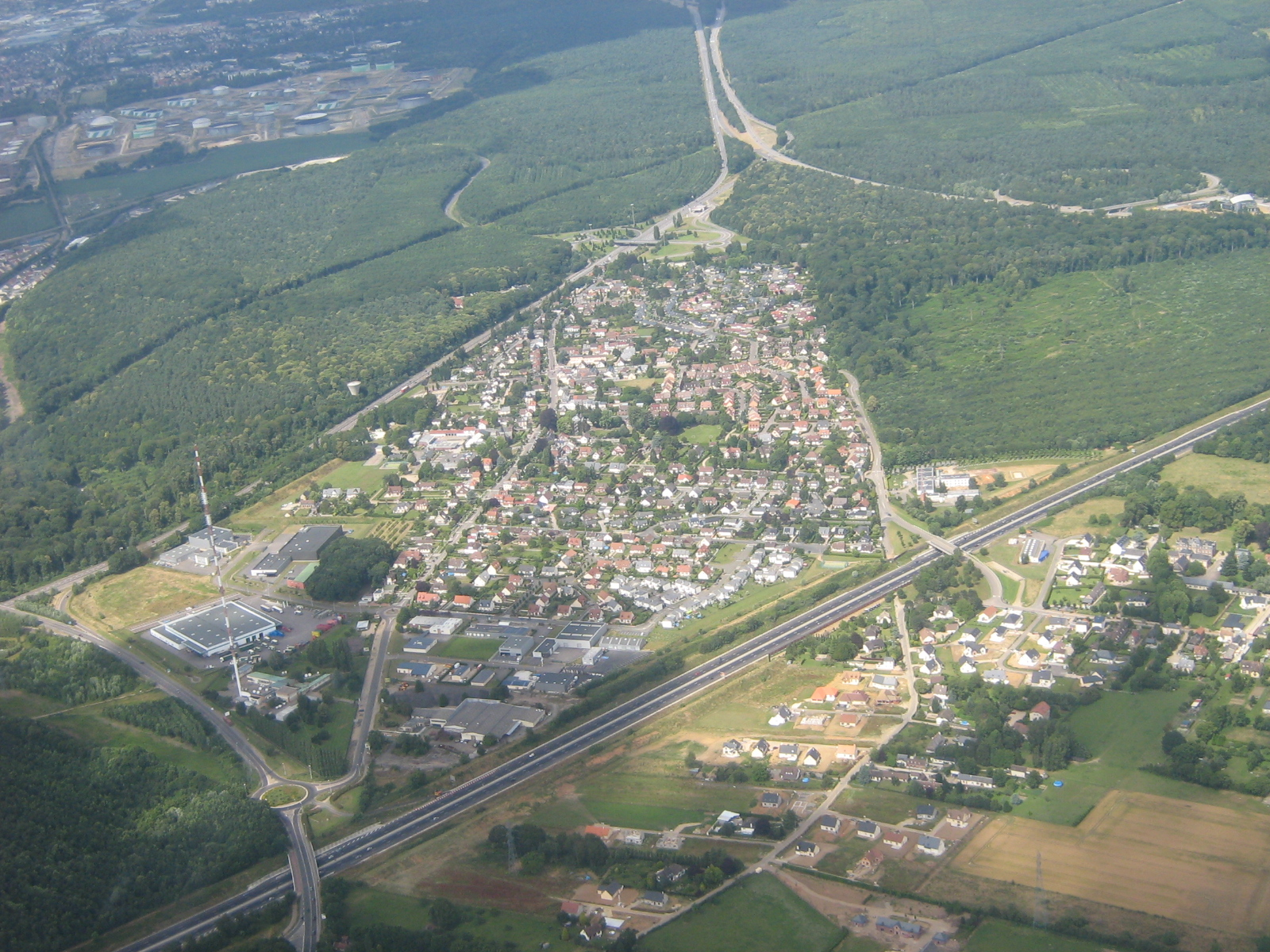
Vue récente du hameau des Essarts (en bas à gauche, enjambant l'autoroute, la D938, empruntée par l'ancien circuit).

Inauguré en 1950, le circuit de Rouen-les-Essarts est situé dans le parc des Essarts, sur la commune de Grand-Couronne, près de Rouen. Ce circuit naturel d'un peu plus de cinq kilomètres, créé à l'initiative de Jean Savale, alors président de l'Automobile-Club normand, comporte de très belles courbes, notamment le difficile virage des Six Frères dans l'impressionnante descente vers le hameau du Nouveau Monde. En 1952, il accueille pour la première fois une épreuve mondiale.

## Monoplaces en lice
- Ferrari 500 "Usine"

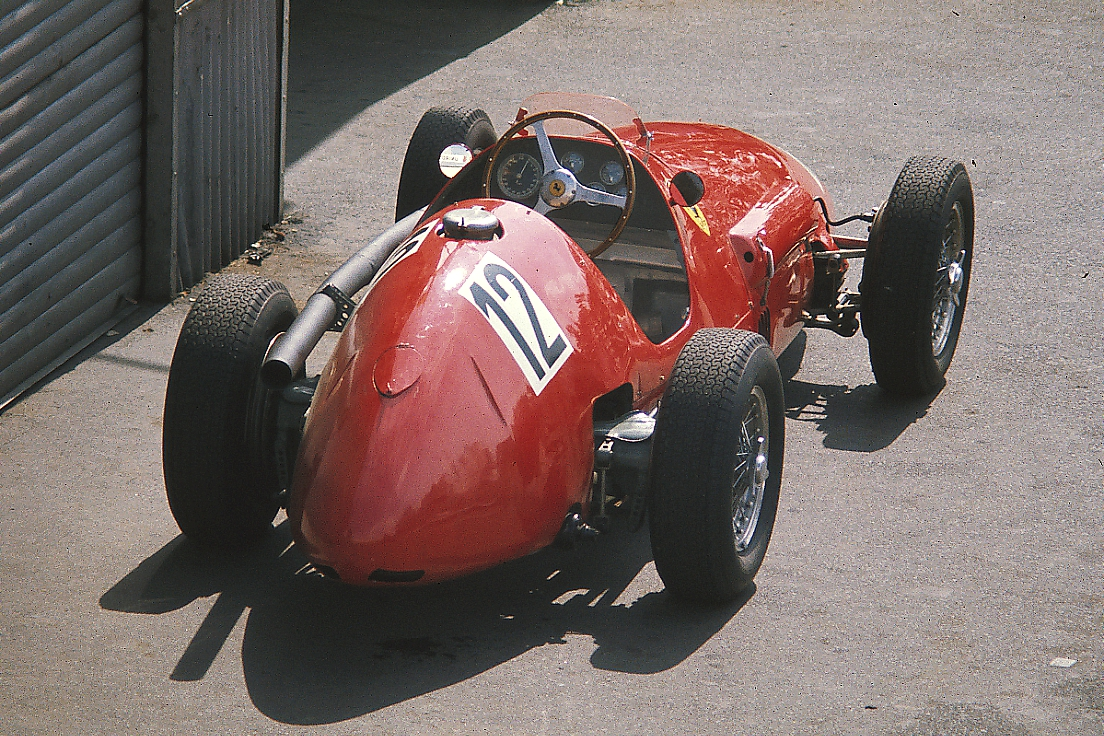
La Ferrari 500 F2, favorite logique de la course.

La Scuderia Ferrari a apporté quelques évolutions à sa très performante 500 F2 : le moteur développe désormais 175 chevaux à 7500 tr/min, et l'avant a été légèrement allongé. Malgré une défaite lors du Grand Prix de la Marne (hors championnat) le week-end précédent, où elle fut dominée par la Gordini de Jean Behra, cette voiture demeure favorite. L'usine engage trois monoplaces pour Alberto Ascari, Giuseppe Farina et Piero Taruffi, ce dernier remplaçant Luigi Villoresi toujours en convalescence à la suite d'un accident de la route. Une quatrième Ferrari 500 est présente, il s'agit de la voiture personnelle de Louis Rosier. L'Écurie Espadon avait initialement engagé une 500 F2 pour le pilote suisse Rudi Fischer, mais ce dernier va finalement piloter une ancienne 212. On trouve également deux Ferrari 166 de la Scuderia Marzotto pour Gianfranco Comotti et Piero Carini.
- Gordini T16 "Usine"

L'usine engage trois T16 à moteur six cylindres, pour Robert Manzon, Jean Behra et le Prince Bira. Récemment réintégré à l'équipe après un début de saison sur Ferrari au sein de l'Écurie Rosier, Maurice Trintignant ne dispose, quant à lui, que d'une ancienne T15 à moteur quatre cylindres de 1 500 cm3, un modèle identique (à la couleur près) à celui aligné par l'Écurie Belge pour Johnny Claes.
- HWM 52 "Usine"

L'équipe HWM engage trois modèles 52 à moteur quatre cylindres Alta d'environ 145 chevaux, deux pour ses pilotes habituels Lance Macklin et Peter Collins, le troisième châssis étant attribué pour l'occasion au Français Yves Giraud-Cabantous.
- Cooper T20

Comme au Grand Prix de Belgique où il termina quatrième, Mike Hawthorn dispose d'une Cooper T20. Le six cylindres Bristol dont elle est équipée est peu performant à la base (il dérive du moteur de la BMW 328 lancée seize ans plus tôt), mais Leslie Hawthorn (le père de Mike) a utilisé son expérience des moteurs d'avion pour l'adapter à un carburant spécial contenant du nitrométhane. Ainsi gavé, le moteur produit environ 150 chevaux, faisant de la légère Cooper une sérieuse concurrente pour les places d'honneur.
- Maserati

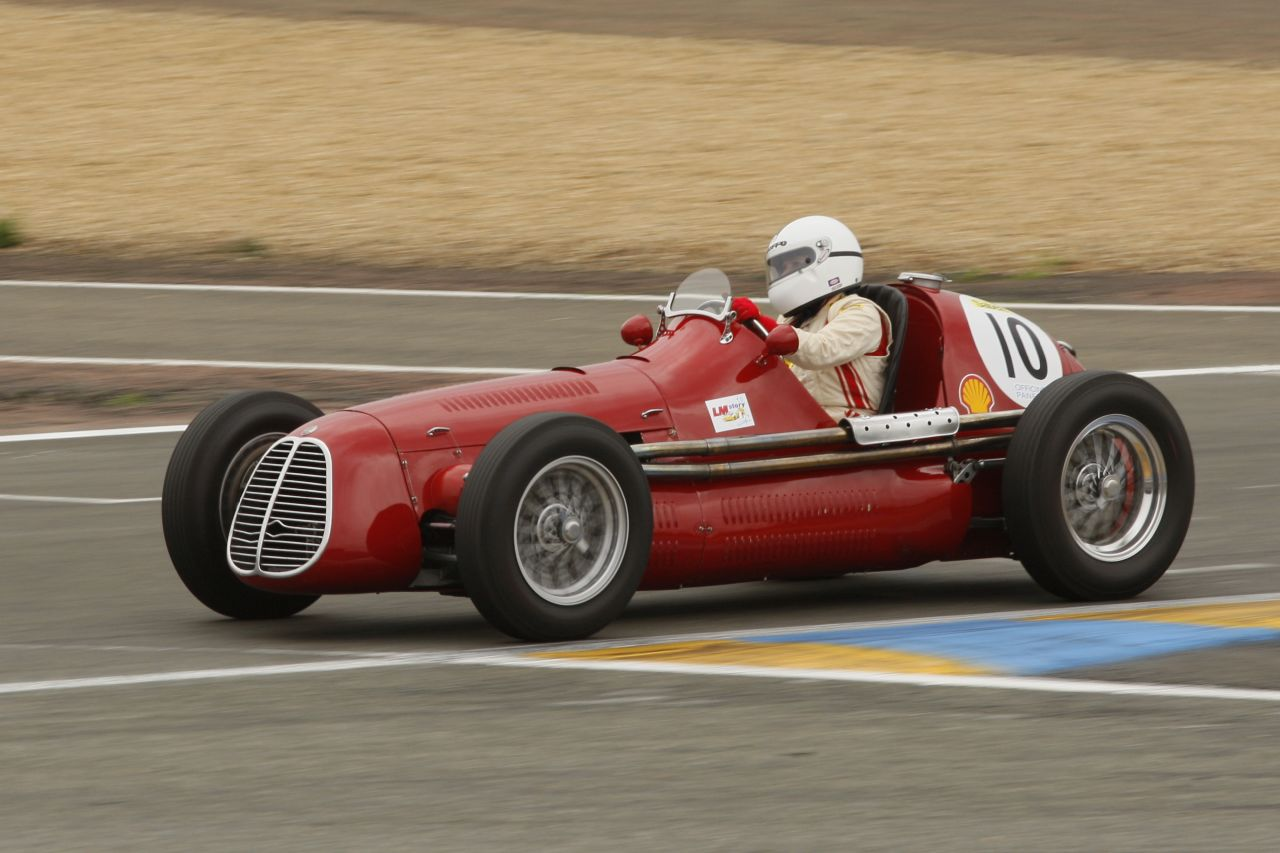
Le vétéran Philippe Étancelin pilote une nouvelle Maserati A6GCM (vue ici lors d'une course historique).

Privée de son premier pilote Juan Manuel Fangio, accidenté à Monza et indisponible pour le reste de la saison, l'usine a renoncé à engager la nouvelle Maserati A6GCM à moteur six cylindres (donné pour 165 chevaux), qui a déçu lors de ses premières courses. L'équipe brésilienne Escuderia Bandeirantes, qui a récemment acquis deux de ces monoplaces, en engage une pour le Français Philippe Étancelin. Comme au Grand Prix de Suisse, Enrico Platé a inscrit deux Maserati 4CLT/48 modifiées (environ 140 chevaux) pour Emmanuel de Graffenried et Harry Schell.
- Alta F2

Peter Whitehead a engagé son Alta personnelle, le dernier modèle construit, et légèrement amélioré par rapport au modèle d'origine : équipé de deux carburateurs Weber à double corps et de pipes d'admission modifiées, le moteur développe environ 150 chevaux.

## Coureurs inscrits
| no | Pilote                  | Écurie                 | Constructeur   | Modèle            | N° châssis | Moteur      | Pneumatiques |
| -- | ----------------------- | ---------------------- | -------------- | ----------------- | ---------- | ----------- | ------------ |
| 2  | Robert Manzon           | Équipe Gordini         | Gordini        | Gordini T16       | 31         | Gordini L6  | E            |
| 4  | Jean Behra              | Équipe Gordini         | Gordini        | Gordini T16       | 33         | Gordini L6  | E            |
| 6  | Prince Bira             | Équipe Gordini         | Gordini        | Gordini T16       | 32         | Gordini L6  | E            |
| 8  | Alberto Ascari          | Scuderia Ferrari       | Ferrari        | Ferrari 500       | 5          | Ferrari L4  | P            |
| 10 | Giuseppe Farina         | Scuderia Ferrari       | Ferrari        | Ferrari 500       | 4          | Ferrari L4  | P            |
| 12 | Piero Taruffi           | Scuderia Ferrari       | Ferrari        | Ferrari 500       | 6          | Ferrari L4  | P            |
| 14 | Louis Rosier            | Écurie Rosier          | Ferrari        | Ferrari 500       | 0186       | Ferrari L4  | D            |
| 16 | Emmanuel de Graffenried | Enrico Platé           | Maserati-Platé | Maserati-Platé    | 1601       | Maserati L4 | P            |
| 18 | Harry Schell            | Enrico Platé           | Maserati-Platé | Maserati-Platé    | 1598       | Maserati L4 | P            |
| 20 | Lance Macklin           | HW Motors              | HWM            | HWM 52            | 01         | Alta L4     | D            |
| 22 | Peter Collins           | HW Motors              | HWM            | HWM 52            | 02         | Alta L4     | D            |
| 24 | Yves Giraud-Cabantous   | HW Motors              | HWM            | HWM 52            | 03         | Alta L4     | D            |
| 26 | Peter Whitehead         | Privé                  | Alta           | Alta F2           | F2/5       | Alta L4     | D            |
| 28 | Philippe Étancelin      | Escuderia Bandeirantes | Maserati       | Maserati A6GCM    | 2032       | Maserati L6 | P            |
| 30 | Chico Landi             | Escuderia Bandeirantes | Maserati       | Maserati A6GCM    | 2033       | Maserati L6 | P            |
| 30 | Maurice Trintignant     | Équipe Gordini         | Simca-Gordini  | Simca-Gordini T15 | 6-GC       | Gordini L4  | E            |
| 32 | Johnny Claes            | Écurie Belge           | Simca-Gordini  | Simca-Gordini T15 | 15-GC      | Gordini L4  | E            |
| 34 | Rudi Fischer            | Écurie Espadon         | Ferrari        | Ferrari 500       | 0184       | Ferrari L4  | P            |
| 36 | Peter Hirt Rudi Fischer | Écurie Espadon         | Ferrari        | Ferrari 212       | 110        | Ferrari V12 | P            |
| 38 | Gianfranco Comotti      | Scuderia Marzotto      | Ferrari        | Ferrari 166       | GP3-50     | Ferrari V12 | P            |
| 40 | Piero Carini            | Scuderia Marzotto      | Ferrari        | Ferrari 166       | GP2-49     | Ferrari V12 | P            |
| 42 | Mike Hawthorn           | Archie Bryde           | Cooper         | Cooper T20        | CB-1-52    | Bristol L6  | D            |

- Le numéro 30, initialement attribué à la Maserati de Chico Landi, échoit finalement à Maurice Trintignant, engagé ultérieurement, à la suite du forfait du pilote brésilien.

## Qualifications
Les journées d'essais se déroulent le vendredi et le samedi précédant la course. Les espoirs d'Amédée Gordini de renouveler l'exploit de Reims vont être rapidement déçus. Sur ce circuit, les Ferrari, arrivées tardivement, se montrent inaccessibles, bien aidées par leurs pneus Pirelli dans des conditions alternant averses et éclaircies. Alberto Ascari, qui découvre le tracé normand, est le plus assidu en piste, s'étant donné pour objectif de prendre à fond la courbe suivant la ligne de départ; à la surprise de ses adversaires qui jugent la chose impossible, le champion italien va réaliser cet exploit, avec de plus en plus d'aisance, affinant sa trajectoire à chaque passage. Il réalise le meilleur temps des qualifications à plus de 136 km/h de moyenne, dominant nettement ses coéquipiers Giuseppe Farina et Piero Taruffi. Les monoplaces italiennes monopolisent la première ligne, la meilleure Gordini, pilotée par Jean Behra, rendant près d'une seconde au kilomètre à la Ferrari d'Ascari. Robert Manzon, sur la seconde Gordini, complète la deuxième ligne. À noter la belle performance de Maurice Trintignant, sixième au volant d'une ancienne Gordini T15 de 1 500 cm3.
| Pos. | no | Pilote                  | Écurie         | Temps        | Écart    |
| ---- | -- | ----------------------- | -------------- | ------------ | -------- |
| 1    | 8  | Alberto Ascari          | Ferrari        | 2 min 14 s 8 |          |
| 2    | 10 | Giuseppe Farina         | Ferrari        | 2 min 16 s 2 | + 1 s 4  |
| 3    | 12 | Piero Taruffi           | Ferrari        | 2 min 17 s 1 | + 2 s 3  |
| 4    | 4  | Jean Behra              | Gordini        | 2 min 19 s 3 | + 4 s 5  |
| 5    | 2  | Robert Manzon           | Gordini        | 2 min 20 s 4 | + 5 s 6  |
| 6    | 30 | Maurice Trintignant     | Simca-Gordini  | 2 min 21 s 6 | + 6 s 8  |
| 7    | 22 | Peter Collins           | HWM-Alta       | 2 min 21 s 9 | + 7 s 1  |
| 8    | 6  | Prince Bira             | Gordini        | 2 min 23 s 0 | + 8 s 2  |
| 9    | 14 | Louis Rosier            | Ferrari        | 2 min 27 s 0 | + 12 s 2 |
| 10   | 24 | Yves Giraud-Cabantous   | HWM-Alta       | 2 min 27 s 5 | + 12 s 7 |
| 11   | 16 | Emmanuel de Graffenried | Maserati       | 2 min 28 s 6 | + 13 s 8 |
| 12   | 18 | Harry Schell            | Maserati       | 2 min 29 s 0 | + 14 s 2 |
| 13   | 26 | Peter Whitehead         | Alta           | 2 min 29 s 5 | + 14 s 7 |
| 14   | 20 | Lance Macklin           | HWM-Alta       | 2 min 30 s 9 | + 16 s 1 |
| 15   | 42 | Mike Hawthorn           | Cooper-Bristol | 2 min 32 s 0 | + 17 s 2 |
| 16   | 28 | Philippe Étancelin      | Maserati       | 2 min 33 s 6 | + 18 s 8 |
| 17   | 36 | Rudi Fischer            | Ferrari        | 2 min 34 s 6 | + 19 s 8 |
| 18   | 38 | Gianfranco Comotti      | Ferrari        | 2 min 36 s 0 | + 21 s 2 |
| 19   | 40 | Piero Carini            | Ferrari        | 2 min 37 s 7 | + 22 s 9 |
| 20   | 32 | Johnny Claes            | Simca-Gordini  | 2 min 39 s 6 | + 24 s 8 |

## Grille de départ du Grand Prix
| 1re ligne | Pos. 3                          |                              | Pos. 2                            |                             | Pos. 1                           |
|           | Taruffi Ferrari 2 min 17 s 1    |                              | Farina Ferrari 2 min 16 s 2       |                             | Ascari Ferrari 2 min 14 s 8      |
| 2e ligne  |                                 | Pos. 5                       |                                   | Pos. 4                      |                                  |
|           |                                 | Manzon Gordini 2 min 20 s 4  |                                   | Behra Gordini 2 min 19 s 3  |                                  |
| 3e ligne  | Pos. 8                          |                              | Pos. 7                            |                             | Pos. 6                           |
|           | Collins HWM 2 min 21 s 9        |                              | Bira Gordini 2 min 23 s 0         |                             | Trintignant Gordini 2 min 21 s 6 |
| 4e ligne  |                                 | Pos. 10                      |                                   | Pos. 9                      |                                  |
|           |                                 | Cabantous HWM 2 min 27 s 5   |                                   | Rosier Ferrari 2 min 27 s 0 |                                  |
| 5e ligne  | Pos. 13                         |                              | Pos. 12                           |                             | Pos. 11                          |
|           | Whitehead Alta 2 min 29 s 5     |                              | Graffenried Maserati 2 min 28 s 6 |                             | Schell Maserati 2 min 29 s 0     |
| 6e ligne  |                                 | Pos. 15                      |                                   | Pos. 14                     |                                  |
|           |                                 | Hawthorn Cooper 2 min 32 s 0 |                                   | Macklin HWM 2 min 30 s 9    |                                  |
| 7e ligne  | Pos. 18                         |                              | Pos. 17                           |                             | Pos. 16                          |
|           | Étancelin Maserati 2 min 33 s 6 |                              | Fischer Ferrari 2 min 34 s 6      |                             | Comotti Ferrari 2 min 36 s 0     |
| 8e ligne  |                                 | Pos. 20                      |                                   | Pos. 19                     |                                  |
|           |                                 | Claes Gordini 2 min 39 s 6   |                                   | Carini Ferrari 2 min 37 s 7 |                                  |

- Les positions sur la grille ne respectent pas strictement l'ordre des qualifications : les voitures sur les troisième, cinquième et septième lignes ne sont pas correctement placées[12].

## Déroulement de la course
Au moment du départ, le temps est couvert et la piste est humide, à la suite d'une averse orageuse. De la pole position Alberto Ascari (Ferrari) prend le meilleur envol devant Giuseppe Farina, mais leur équipier Piero Taruffi, également en première ligne, perd un peu de temps et se fait déborder par les Gordini de Robert Manzon et Jean Behra. Les positions en tête restent inchangées durant les deux premiers tours, mais au troisième Behra, toujours en quatrième position, dérape et va au fossé. En dépit d'une direction faussée et d'une roue arrière endommagée, il parvient à regagner son stand, dont il repart dernier après réparation. Manzon ne peut résister longtemps à Taruffi, qui le dépasse au cours du quatrième tour; les trois Ferrari d'usine sont en tête. Avec l'ancienne Simca-Gordini de seulement 1 500 cm3, Maurice Trintignant effectue un beau début de course et occupe la cinquième place, après avoir débordé l'HWM de Peter Collins. Ascari accélère progressivement le rythme, étonnant d'aisance sur cette piste difficile; dans les enchaînements rapides, il est le seul à garder le 'pied dedans' et surclasse nettement ses coéquipiers, prenant une seconde au tour à Farina, trois à Taruffi.
Hormis la démonstration d'Ascari et la remontée de Behra, la course sombre dans la monotonie. Lorsque la pluie se met à tomber, après une heure de course, les Ferrari accentuent d'autant plus leur supériorité que leurs pneus Pirelli sont nettement supérieurs aux pneus Englebert des Gordini sur le mouillé. Dans ces conditions, l'espoir britannique Mike Hawthorn se met en évidence au volant de sa petite Cooper : après avoir débordé Lance Macklin (HWM), il remonte régulièrement sur Collins, qu'il double au quarante et unième tour, s'emparant de la sixième place. Trois tours plus tard, il est cinquième, ayant dépassé Trintignant. Ce dernier retrouve sa cinquième place peu après, la Cooper d'Hawthorn connaissant des ennuis d'allumage qui vont contraindre le pilote anglais à l'abandon.
La dernière heure de course n'apporte pas de changement notable, et Ascari remporte une très nette victoire. À quarante-cinq secondes, Farina est le seul à terminer dans le même tour que le vainqueur. Taruffi termine troisième devant les Gordini de Manzon et Trintignant, tandis que Behra, bien revenu, échoue à moins de cinq secondes de Collins pour la sixième place.

### Classements intermédiaires
Classements intermédiaires des monoplaces aux premier, quatrième, dixième et vingtième tours, une heure et deux heures de course.

### Classement de la course
- La course est arrêtée après trois heures. Ascari a accompli 76 tours (387,6 km) en 3 h 00 min 20 s 2, le classement officiel indique la distance du vainqueur corrigée pour trois heures de course, soit 386,876 km.

| Pos  | No | Pilote                               | Voiture        | Distance aux 3 h | Distance réelle | Tours | Temps/Abandon     | Grille | Points |
| ---- | -- | ------------------------------------ | -------------- | ---------------- | --------------- | ----- | ----------------- | ------ | ------ |
| 1    | 8  | Alberto Ascari                       | Ferrari        | 386,876 km       | 387,6 km        | 76    | 3 h 00 min 20 s 2 | 1      | 9      |
| 2    | 10 | Giuseppe Farina                      | Ferrari        | 385,263 km       | 387,6 km        | 76    | + 45 s 3          | 2      | 6      |
| 3    | 12 | Piero Taruffi                        | Ferrari        | 378,054 km       | 382,5 km        | 75    | + 1 tour          | 3      | 4      |
| 4    | 2  | Robert Manzon                        | Gordini        | 372,671 km       | 377,4 km        | 74    | + 2 tours         | 5      | 3      |
| 5    | 30 | Maurice Trintignant                  | Simca-Gordini  | 365,275 km       | 367,2 km        | 72    | + 4 tours         | 6      | 2      |
| 6    | 22 | Peter Collins                        | HWM-Alta       | 355,769 km       | 357,0 km        | 70    | + 6 tours         | 8      |        |
| 7    | 4  | Jean Behra                           | Gordini        | 355,610 km       | 357,0 km        | 70    | + 6 tours         | 4      |        |
| 8    | 28 | Philippe Etancelin                   | Maserati       | 354,677 km       | 357,0 km        | 70    | + 6 tours         | 18     |        |
| 9    | 20 | Lance Macklin                        | HWM-Alta       | 352,076 km       | 357,0 km        | 70    | + 6 tours         | 14     |        |
| 10   | 24 | Yves Giraud Cabantous                | HWM-Alta       | 342,680 km       | 346,8 km        | 68    | + 8 tours         | 10     |        |
| 11   | 34 | Rudi Fischer Peter Hirt              | Ferrari        | 332,257 km       | 336,6 km        | 66    | + 10 tours        | 17     |        |
| 12   | 38 | Gianfranco Comotti                   | Ferrari        | 318,640 km       | 321,3 km        | 63    | + 13 tours        | 16     |        |
| Abd. | 6  | Prince Bira                          | Gordini        |                  | 285,6 km        | 56    | Essieu            | 7      |        |
| Abd. | 42 | Mike Hawthorn                        | Cooper-Bristol |                  | 260,1 km        | 51    | Allumage          | 15     |        |
| Abd. | 16 | Emmanuel de Graffenried Harry Schell | Maserati       |                  | 173,4 km        | 34    | Freins            | 12     |        |
| Abd. | 26 | Peter Whitehead                      | Alta           |                  | 132,6 km        | 26    | Embrayage         | 13     |        |
| Abd. | 14 | Louis Rosier                         | Ferrari        |                  | 86,7 km         | 17    | Moteur            | 9      |        |
| Abd. | 32 | Johnny Claes                         | Simca-Gordini  |                  | 76,5 km         | 15    | Moteur            | 20     |        |
| Abd. | 18 | Harry Schell                         | Maserati       |                  | 35,7 km         | 7     | Boîte de vitesses | 11     |        |
| Abd. | 40 | Piero Carini                         | Ferrari        |                  | 10,2 km         | 2     | Casse moteur      | 19     |        |

Légende:
- Abd.=Abandon

### Pole position et record du tour
- Pole position :  Alberto Ascari en 2 min 14 s 8 (vitesse moyenne : 136,202 km/h). Temps réalisé lors de la seconde journée d'essais[8].
- Meilleur tour en course :  Alberto Ascari en 2 min 17 s 3 (vitesse moyenne : 133,722 km/h) au vingt-huitième tour.

#### Évolution du record du tour en course
Jusqu'à l'arrivée de la pluie aux environs du trentième tour, le record du tour fut amélioré à maintes reprises par Ascari,.

### Tours en tête
- Alberto Ascari : 76 tours (1-76)

## Classement général à l'issue de la course
- attribution des points : 8, 6, 4, 3, 2 respectivement aux cinq premiers de chaque épreuve et 1 point supplémentaire pour le pilote ayant accompli le meilleur tour en course (signalé par un astérisque)

| Pos. | Pilote              | Écurie       | Points | SUI | 500 | BEL | FRA | GBR | ALL | NL | ITA |
| ---- | ------------------- | ------------ | ------ | --- | --- | --- | --- | --- | --- | -- | --- |
| 1    | Alberto Ascari      | Ferrari      | 18     | -   | -   | 9*  | 9*  |     |     |    |     |
| 2    | Piero Taruffi       | Ferrari      | 13     | 9*  | -   | -   | 4   |     |     |    |     |
| 3    | Giuseppe Farina     | Ferrari      | 12     | -   | -   | 6   | 6   |     |     |    |     |
| 4    | Troy Ruttman        | Kuzma        | 8      | -   | 8   | -   | -   |     |     |    |     |
| 5    | Robert Manzon       | Gordini      | 7      | -   | -   | 4   | 3   |     |     |    |     |
| 6    | Rudi Fischer        | Ferrari      | 6      | 6   | -   | -   | -   |     |     |    |     |
|      | Jim Rathmann        | Kurtis Kraft | 6      | -   | 6   | -   | -   |     |     |    |     |
| 8    | Jean Behra          | Gordini      | 4      | 4   | -   | -   | -   |     |     |    |     |
|      | Sam Hanks           | Kurtis Kraft | 4      | -   | 4   | -   | -   |     |     |    |     |
| 10   | Ken Wharton         | Frazer Nash  | 3      | 3   | -   | -   | -   |     |     |    |     |
|      | Duane Carter        | Lesovsky     | 3      | -   | 3   | -   | -   |     |     |    |     |
|      | Mike Hawthorn       | Cooper       | 3      | -   | -   | 3   | -   |     |     |    |     |
| 13   | Alan Brown          | Cooper       | 2      | 2   | -   | -   | -   |     |     |    |     |
|      | Art Cross           | Kurtis Kraft | 2      | -   | 2   | -   | -   |     |     |    |     |
|      | Paul Frère          | HWM          | 2      | -   | -   | 2   | -   |     |     |    |     |
|      | Maurice Trintignant | Gordini      | 2      | -   | -   | -   | 2   |     |     |    |     |
| 17   | Bill Vukovich       | Kurtis Kraft | 1      | -   | 1*  | -   | -   |     |     |    |     |

## À noter
- 4e victoire en championnat du monde pour Alberto Ascari.
- 6e victoire en championnat du monde pour Ferrari en tant que constructeur.
- 6e victoire en championnat du monde pour Ferrari en tant que motoriste.
- Voitures copilotées 
  - n°34: Rudi Fischer (33 tours) puis Peter Hirt (33 tours)
  - n°16: Emmanuel de Graffenried (20 tours) puis Harry Schell (14 tours)